# Liste der Monuments historiques in Boncourt-sur-Meuse
Die Liste der Monuments historiques in Boncourt-sur-Meuse führt die Monuments historiques in der französischen Gemeinde Boncourt-sur-Meuse auf.

## Liste der Immobilien
| Bezeichnung                    | Beschreibung | Standort                  | Kennzeichnung | Schutzstatus | Datum | Bild |
| ------------------------------ | --- | ------------------------- | ------------- | ------------ | ----- | ---- |
| Garten der Domaine de la Forge | englischer Garten mit zwei Pavillons, zwei Brücken und wasserbaulichen Anlagen des Hüttenwerks, 18. und 19. Jahrhundert | westlich des Ortes (Lage) | PA55000046    | Inscrit      | 2015  |      |

## Liste der Objekte
| Bezeichnung                                                                              | Beschreibung                                      | Standort                                        | Kennzeichnung | Schutzstatus | Datum | Bild |
| ---------------------------------------------------------------------------------------- | ------------------------------------------------- | ----------------------------------------------- | ------------- | ------------ | ----- | ---- |
| Zwei Gemälde: Jesus bei Maria und Martha und Der Auferstandene erscheint Maria Magdalena | Ölfarbe auf Leinwand, Holzrahmen, 18. Jahrhundert | in der Kirche Invention de Saint-Etienne (Lage) | PM55001599    | Inscrit      | 1999  |      |